# Loisy-sur-Marne
Loisy-sur-Marne település Franciaországban, Marne megyében. Lakosainak száma 1114 fő (2022. január 1.). Loisy-sur-Marne Soulanges, Blacy, Couvrot, Drouilly, Maisons-en-Champagne és Vitry-en-Perthois községekkel határos.

## Népesség
A település népességének változása:
| Lakosok száma | 902  | 926  | 893  | 933  | 1079 | 1093 | 1097 | 1104 | 1109 | 1114 |
|               | 1968 | 1982 | 1990 | 2006 | 2013 | 2015 | 2017 | 2019 | 2020 | 2022 |